# Fiammetta Wilson

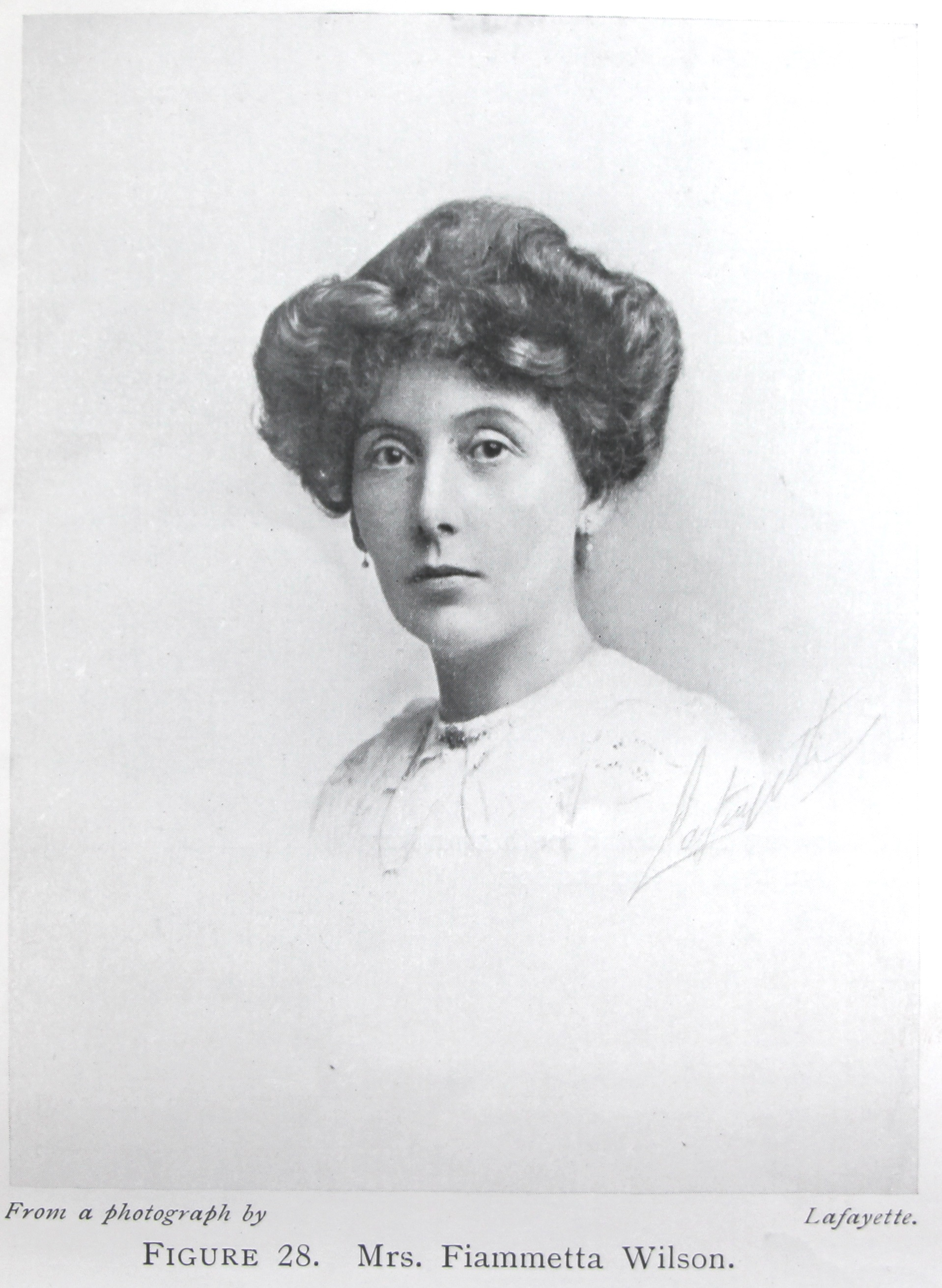
Fiammetta Wilson

Fiammetta Wilson (geborene Helen Frances Worthington; * 19. Juli 1864 in Lowestoft, Suffolk; † 21. Juli 1920) war eine englische Astronomin.

## Leben und Leistungen
Fiammetta Wilson wurde am 19. Juli 1864 als älteste Tochter des Arztes Francis Samuel Worthington und Helen Felicite, geborene Till, in Lowestoft, Suffolk geboren. Ihr Vater ermutigte sie, sich mit Naturwissenschaften zu beschäftigen. Daneben hatte sie eine Begabung für Sprachen und verbrachte vier Jahre ihrer Schulzeit in Lausanne und ein Jahr in Deutschland. Nach einigen Jahren zurück in der Heimat begann sie in Italien Unterricht in Musik zu nehmen.
Ihr Interesse an der Astronomie wurde 1910 durch Vorlesungen von Alfred Fowler geweckt und am 23. Februar desselben Jahres trat sie der British Astronomical Association (B.A.A.) bei. Dort arbeitete sie vor allem an der Beobachtung von Meteoren zusammen mit William Frederick Denning und Alice Grace Cook. Von 1916 bis 1919 war sie zusammen Interimsdirektorin der Meteor-Sektion der B.A.A. für den in Abwesenheit befindlichen Martin Davidson (1880–1968). Von 1919 bis zu ihrem Tod 1920 war sie Direktorin der Sektion.
Am 14. Januar 1916 wurde sie zusammen mit Ella K. Church, Mary Adela Blagg und Alice Grace Cook als eine der ersten vier Frauen in die Royal Astronomical Society aufgenommen, sechs weitere Frauen folgten im selben Jahr. Seit 1919 war sie ebenfalls Mitglied der Leeds Astronomical Society. Daneben war sie auch Mitglied der Société Astronomique de France und der Société d’Astronomie d’Anvers. Durch ihren Tod 1920 wurde sie nicht mehr über das ihr für 1920/21 zugesprochene Edward-C.-Pickering-Stipendium am Harvard-College-Observatorium informiert.